# 蓋·貝瑞曼
蓋·魯伯特·貝瑞曼（英語：Guy Rupert Berryman，1978年4月12日—），生於蘇格蘭柯科迪，是英國另類搖滾樂團酷玩樂團的貝斯手。

## 私人生活
貝瑞曼畢業於蘇格蘭的私立愛丁堡學院與肯特郡的肯特郡坎特伯里學院，隨後進入倫敦大學學院就讀。2004年，貝瑞曼與青梅竹馬喬安娜·布里斯頓結婚，在西敏市低調舉行了典禮。他們育有一女妮可，其出生於2006年9月17日。2007年3月，酷玩樂團的發言人證實蓋已與喬安娜離婚，結束三年的婚姻，但仍為妮可建立幸福童年而頻繁接觸。
貝瑞曼酷愛跑步，習慣在鄰近的公園或旅館四周慢跑。他也熱衷於攝影、時尚及一些小電子裝置。
據2008年4月英國MSN上的一篇文章所載，貝瑞曼已有財產約2500萬英鎊。2016年，他以5500万英镑资产位居英国最富有的音乐人第42位。

## 外部連結
- 酷玩樂團官方網站* （页面存档备份，存于）
- Apparatjik 官方網站 (由蓋·貝瑞曼及樂團創建) （页面存档备份，存于）